# Lys i mørket
Lys i mørket (originaltitel: Nattvardsgästerna) er en svensk dramafilm fra 1963 skrevet og instrueret af Ingmar Bergman. Filmen har blandt andre Gunnar Björnstrand, Ingrid Thulin og Max von Sydow i hovedrollerne.

## Handling
Under en højmesse er en lokal præst siden sin elskede kones død begyndt at vakle i sin tro på Gud, og hans usikkerhed plager ham dybt. I kredsen omkring ham (nadvergæsterne) er der også den lokale vikarlærer, Märta, som er ulykkeligt forelsket i Tomas, den selvmordstruede fisker Jonas og hans kone, og den grublende kirkeværge Algot.

## Medvirkende
- Gunnar Björnstrand som Tomas Ericsson
- Ingrid Thulin som Märta Lundberg
- Max von Sydow som Jonas Persson
- Gunnel Lindblom som Karin Persson
- Allan Edwall som Algot Frövik
- Olof Thunberg som Fredrik Blom
- Elsa Ebbesen som Magdalena
- Kolbjörn Knudsen som Knut Aronsson
- Eddie Axberg som Johan Strand